# Lederclub
Ein Lederclub ist eine Interessengemeinschaft homosexueller Männer, die sich in der Lederszene bewegen. Das Material Leder ist als Fetisch das verbindende Element dieser Gruppierungen.
Der Begriff Lederclub ist nicht mit dem Begriff des Lederlokals (Lederbar) zu verwechseln.

## Geschichte der Lederclubs in Deutschland
Nach Änderung des Paragraphen 175 gehörten die "Lederkerle" in den 1970er Jahren neben den sogenannten "Tunten" zu den auffälligsten Vertretern der Homosexuellen in Westdeutschland. In den 90er Jahren gründeten sich in einigen neuen Bundesländern ebenfalls Lederclubs (Thüringer Lederclub e. V., Lederclub Dresden e. V., Lederclub Leipzig e. V. – letzterer später umbenannt in Fetischclub Leipzig e. V. u. a.).
Ursprünglich identifizierten sich die Ledermänner mit den Rockern, jene in der Öffentlichkeit als besonders männlich und aktiv, aber auch als aggressiv angesehenen Motorrad fahrenden und in Leder gekleideten Männern, eine Erscheinung, die damals in der Öffentlichkeit oft als Schreckgespenst an die Wand gemalt wurde.
In den normalen Schwulenbars waren diese Ledermänner meist nicht gern gesehen, oft wies man ihnen die Tür.
Kommerziell betriebene Treffpunkte für Ledermänner waren in den 1970er Jahren noch nicht ausreichend vorhanden. Um das gemeinsame Interesse an dem Fetisch Leder ausleben zu können, gründeten sich Vereine, auch als Lederclubs bezeichnet. Da damals eine Eintragung eines homosexuellen Vereins problematisch war, wurden viele Vereine unter dem Deckmantel eines Motorsportclubs gegründet. Aus diesem Grund tragen auch heute noch viele Lederclubs in Europa das "MSC" im Vereinsnamen.
Anfang der 1970er Jahre entstanden in den USA und in Europa die ersten Lederbars, in die nur Personen mit Lederkleidung Einlass fanden.

Die Leather-Pride-Flagge, ein Symbol für die Homosexuelle BDSM- und Fetischsubkultur

Als erstes reines Lederlokal in Deutschland entstand 1971 die "Loreley-Bar" in Hamburg. Lokale in Berlin, in Frankfurt am Main und in München folgten. Es entstanden nun auch sogenannte Motorradtreffen. In Hamburg erschien das Heft "Der Stiefel", das interessierte Lederfans über sie interessierende Themen und Termine informierte.
1974 gründete sich in London die ECMC, die European Confederation of Motorcycle Clubs, ein Zusammenschluss von Lederclubs aus den verschiedensten europäischen Ländern. Im Jahre 2005 waren in der ECMC ca. 5000 Mitglieder aus 44 Lederclubs europaweit organisiert.
Im Oktober 1974 gründet sich in Berlin ein Lederclub, der Motorsport-Club Berlin (MSC), der 1978 ins Berliner Vereinsregister eingetragen wird und sich fortan Motorsport und Contacte Berlin e. V. nannte.
1979 gründete sich die deutsche Dachorganisation, die SKVdC, die Ständige Konferenz der Vertreter deutschsprachiger Clubs. Mit AIDS, das in der ersten Hälfte der 1980er Jahre auftrat, erweiterte sich die Arbeit der SKVdC um die Aufgaben der AIDS-Prävention. Es entstanden Arbeitsgruppen, die sich mehrmals im Jahr mit Beauftragten der Deutschen AIDS-Hilfe trifft. Die SKVdC änderte im Jahre 2000 auf ihrer Erfurter Sitzung den Namen in LFC – Leder und Fetisch Community. Diese Namensänderung resultierte aus einer neuen Rolle für fetischorientierte homosexuelle Interessengemeinschaften.
Im Jahr 2006 waren 13 Leder- und Fetischclubs aus Deutschland, der Schweiz und Österreich in der LFC organisiert.
Durch das verstärkte Entstehen kommerzieller Fetischlokale sowie neue Kommunikationsmöglichkeiten über das Internet (z. B. Romeo) schwand die Bedeutung der Lederclubs als Treffpunkte für Ledermänner. Neben Leder als Fetisch traten weitere Materialien verstärkt in der Fetischszene auf, vor allem Gummi (Rubber), Skingear, Sportswear und Uniform (Army). Die Lederclubs verstehen sich heute vorwiegend als Fetischclubs.
Ihre Rolle hat sich in den vergangenen 30 Jahren grundlegend gewandelt. Anfänglich waren sie häufig die einzige Möglichkeit, homosexuelle Männer mit gleichen Interessen kennenzulernen. Heute verstehen sich die Clubs als Organisationsplattformen für gemeinsame Freizeitgestaltung für fetisch-orientierte Homosexuelle, für gegenseitige Hilfeleistung, Aufklärung und AIDS/HIV-Prävention und häufig auch als Familienersatz für ihre homosexuellen Mitglieder.
In der Öffentlichkeit werden Lederclubs heute meist über große Fetischtreffen und Motorrad-Treffen wahrgenommen. Einige wenige Lederclubs betreiben eigene Clublokale.
Die Mitglieder von Lederclubs bzw. Lederschwule an sich werden in der Szene manchmal als Lederschwestern bezeichnet. Je nach Kontext ist diese Bezeichnung sowohl abwertend, als auch Zugehörigkeit signalisierend.
Ins Bewusstsein der breiten Öffentlichkeit gerät der schwule Ledermann Anfang der 1980er Jahre. William Friedkin zeigt in seinem Film Cruising mit Al Pacino  Szenen aus der schwulen Subkultur.

## Filme
- 1980 William Friedkin, Cruising mit Al Pacino